# Philippine Rose Duchesne

Philippine Rose Duchesne

Philippine Rose Duchesne (* 29. August 1769 in Grenoble, Frankreich; † 18. November 1852 in St. Charles, Missouri) war eine französische Ordensschwester und ist eine Heilige der römisch-katholischen Kirche.

## Leben
Philippine Rose Duchesne trat im Jahre 1804 in die neu gegründete Gemeinschaft der Ordensfrauen vom Heiligsten Herzen Jesu ein. Dort nahm sie verschiedene Aufgaben wahr und arbeitete mehrere Jahre lang als persönliche Vertraute der Ordensgründerin Magdalena Sophie Barat. Am 21. November 1805 legte sie die Gelübde ab. Einige Zeit leitete sie das Sacré-Coeur-Pensionat der Gesellschaft in Grenoble. Später wurde sie Generalsekretärin der Gesellschaft in Paris.
Einer Anfrage des Bischofs von Louisiana im Mai 1817 folgend, entsandte die Oberin der Kongregation, Magdalena Sophie Barat, Phillipine Rose in die USA. 1818 ließ sie sich mit vier Mitschwestern in St. Charles im Erzbistum New Orleans nieder. In den folgenden Jahren gründete sie mehrere Niederlassungen ihres Ordens in den Vereinigten Staaten. In Nordamerika gründete sie mehrere Noviziate und Schulen und konnte die Kongregation erheblich ausdehnen. Ab 1840 wirkte sie als Missionarin bei den indigenen Menschen in Sugar Creek. Philippine Rose Duchesne wurde am 12. Mai 1940 durch Papst Pius XII. seliggesprochen, Papst Johannes Paul II. sprach sie am 3. Juli 1988 heilig.